# علي بن رشيد المنديلي
علي بن راشد بن منديل كان زعيم إمارة مغراوة قام بالاستيلاء على كل من مدينة مليانة وتنس عام 1348م و ذلك سنة هزيمة السلطان المريني أبو الحسن علي في القيروان بالإضافة لشرشال. رفض مبايعة الزيانيين بعد عودة حكمهم في تلمسان. ثم حاول تشكيل تحالف مع المرينيين ضد الزيانيين، لكن الزيانيين نجحوا في افشال الحلف. وسارع أبو ثابت الزياني على رأس الجيش الزياني لهزم علي بن رشيد، الذي انتحر في عام 1351م. وتم نقل ابنه حمزة بن علي إلى فاس، ونشأ في بلاط المرينيين.

## نبذة تاريخية
قتل أبوه سنة 694هـ، فتفرق قومه ولحقوا بالثغور القاصية، ومنهم ابنه علي- وكان صغيرا- لحق بعمته في قصر بني يعقوب بن عبد الحق بالمغرب، فكفلته. وبعد هزيمة بني مرين (سنة 749هـ) بتونس، انتقضت زناتة، من بني عبد الواد ومغراوة وتوجين، واستولى علي بن راشد علي ما كان لسلفه من الملك بوطن شلف، وغلب على مليانة وتنس ومازونة وتدلس وبرشك وشرشال. وعلم السلطان أبو الحسن المريني بذلك وهو بتونس، فركب البحر (سنة 750هـ) في نحو ستمائة مركب. وعصفت الريح على ساحل تدلس فغرق كل من معه إلا بضعة مراكب، ونزل بمدينة الجزائر، فأقبل عليه أهلها وأنه يريد تلمسان، وبعث إلى علي بن راشد يطلب مساندته، فاشترط علي لنفسه التجافي عن ملك قومه بشلف، فرفض السلطان، فتحيز علي إلى بني عبد الواد وظاهرهم على السلطان. والتقت الجيوش بسهول شلف سنة 751هـ فهزم السلطان وفر إلى الصحراء، وقتل ابنه الناصر على يد مغراوة. وفي سنة (752 هـ) عمد بنو عبد الواد إلى ضم مغراوة إلى مملكتهم، فحاصروا صاحب الترجمة بتنس، وطال الحصار عليه، فقتل نفسه بحد حسامه.
قال ابن خلدون: وانقرض أمر مغراوة من بلاد شلف .